# دوري الرديف (قطر)
دوري الرديف هو دوري فرق الاحتياط غير المؤهلين في قطر.
دوري الرديف هو بطولة رسمية تضم 12 فريقاً وتم إقامته من موسم 2009-10 إلى موسم 2013-14. بعد ذلك حلّت المنافسة واندمجت مع دوري قطر غاز وأصبحت بطولة واحدة تضم 18 فريق.

## سجل الأبطال
- 2009-10: العربي
- 2010-11: السد
- 2011-12: السد
- 2012-13: السد
- 2013-14: السد